# Contea di Grundy (Illinois)
La contea di Grundy (in inglese Grundy County ) è una contea dello Stato dell'Illinois, negli Stati Uniti. La popolazione al censimento del 2000 era di 37 535 abitanti. Il capoluogo di contea è Morris.